# Nikolaus Hieronymus Gundling
Nikolaus Hieronymus Gundling, född den 25 februari 1671, död den 9 december 1729, var en tysk lärd, bror till friherre Jakob Paul von Gundling.
Gundling blev 1707 professor i filosofi och 1712 professor i vältalighet samt i natur- och folkrätt. Han författade en mängd historiska och juridiska arbeten.